# Filip Hlohovský
Filip Hlohovský (Handlová, 13 giugno 1988) è un calciatore slovacco, centrocampista del Banik Prievidza.

## Caratteristiche tecniche
È un esterno sinistro di centrocampo, che può giocare anche a destra.

## Carriera

### Nazionale
L'8 gennaio 2017 debutta in nazionale giocando tutti i novanta minuti dell'amichevole contro l'Uganda persa 3-1.

## Palmarès

### Club

#### Competizioni nazionali
- Campionato slovacco: 2

Slovan Bratislava: 2012-2013, 2013-2014